# Park Kulturowy „Książęce Miasto Brzeg”
Park Kulturowy „Książęce Miasto Brzeg” – park kulturowy w Brzegu powołany 28 października 2016 roku przez Radę Miejską Brzegu, w celu poprawy skuteczności ochrony i gospodarowania w zabytkowych obszarach miasta. Jest on pierwszym parkiem kulturowym w województwie opolskim i jednym z wielu w Polsce – tę formę ochrony przestrzeni wdrożono w wielu innych miastach np.: Park Kulturowy Stare Miasto we Wrocławiu, Wilanowski Park Kulturowy lub Park Kulturowy Miasta Końskie.

## Cele utworzenia parku kulturowego
Zapisane w uchwale trzy zasadnicze cele utworzenia parku kulturowego to:
- ochrona krajobrazu kulturowego miasta;
- kształtowanie przestrzeni w myśl zasad zrównoważonego rozwoju i dobrej kontynuacji, w sposób zapewniający realizowanie potrzeb lokalnej społeczności i dający możliwość kultywowania tradycji kulturowych, związanych zarówno z wielowiekową historią miasta, jak też z opartych na więzi licznych mieszkańców Brzegu z dawnymi Kresami Rzeczypospolitej;
- promocja walorów krajobrazu kulturowego[1].

## Obszar parku kulturowego
Park Kulturowy w Brzegu zajmuje powierzchnię 216,8 ha i jest podzielony na trzy strefy wynikające z różnych uwarunkowań: odmiennego czasu powstania, krajobrazowej specyfiki, wartości zabytkowej układu urbanistycznego i zabudowy, W obrębie tych stref przewidziano różne zakresy ochrony krajobrazu kulturowego oraz terminy egzekwowania zapisów.
Strefę I tworzą:
- dzielnica staromiejska (czyli teren miasta z czasu lokacji w połowie XIII w.) położona między ul. Bolesława Chrobrego a korytem Odry, skupiająca najstarsze i najważniejsze brzeskie zabytki architektury;
- tereny zieleni parkowej (z pozostałościami fortyfikacji bastionowych z XVI-XVIII w.), czyli Park Nadodrzański, Park Nad Fosą i Park Centralny (z XIX w.), a także dawne tereny poforteczne w rejonie ulic Kamiennej i F. Krzyszowica;
- Kępa Młyńska i Wyspa Jeżynowa wraz z Kanałem Młynówki i budowlami hydrotechnicznymi (czyli najstarsza strefa przemysłowa Brzegu sięgająca początkami XIII w.).

Strefę II tworzą:
- rejon Placu Drzewnego (czyli miejsce po prawobrzeżnych fortyfikacjach twierdzy Brzeg);
- rejon ulic Jana Pawła II i Piastowskiej, z dobrze zachowanym zespołem okazałych willi miejskich z 2. połowy XIX wieku;
- rejon ulic Robotniczej, Kardynała S. Wyszyńskiego i Armii Krajowej, z zabudową wznoszoną ok. 1870–1930, obejmującą m.in. obiekty użyteczności publicznej (gmachy szkół i dawnych lazaretów wojskowych), zabudowę willową i wielorodzinną, w tym zespół świetnie zachowanych domów czynszowych z 1. ćwierci XX wieku usytuowany między ulicami Wolności, Robotniczą, Marszałka J. Piłsudskiego;
- rejon pl. Dworcowego z zachowaną i dobrze utrzymaną zabudową nowego dworca kolejowego (z lat 60. XIX w.);
- rejon ulic Powstańców Śląskich i Księcia Jerzego II (czyli zachodni fragment dawnego Przedmieścia Opolskiego), z prawie nienaruszoną zabudową domów czynszowych z początku XX wieku (wzdłuż ul. ks. Jerzego II).

Strefę III tworzą:
- rejon ul. Strzeleckiej (czyli tereny dawnej siedziby i strzelnicy bractwa kurkowego) z budynkiem byłej gospody i zespołem zabudowy mieszkaniowej z lat 20. XX wieku;
- rejon ulicy Trzech Kotwic (jej historyczna nazwa nawiązuje do godła herbowego Brzegu) z zabudową przemysłową, pozostałościami dawnego browaru miejskiego, willami z 2. połowy XIX wieku oraz kamienicami czynszowymi z 1. ćwierci XX wieku (wzdłuż ul. Szkolnej);
- kwartał zabudowy tzw. Czerwonych Koszar z końca XIX wieku;
- Park Wolności i Stadion Miejski wraz z aleją wzdłuż ul. Kilińskiego, czyli miejskie tereny rekreacyjne z 1. połowy XX wieku.

## Wyróżniki krajobrazu kulturowego Brzegu
Park Kulturowy powołano aby wzmocnić ochronę brzeskich zabytków i związanych z nimi tradycji miejsca:
- architektoniczne dominanty miasta, zarazem centra życia społecznego w przeszłości i obecnie, będące zabytkami rangi ogólnopolskiej: zamek Piastów Śląskich (XIV-XVI w.), ratusz (XVI-XVI w.), kościół parafialny św. Mikołaja (XIV w.), kościół pojezuicki (XVIII w.);
- dobrze zachowany układ urbanistyczny XIII-wiecznego miasta lokacyjnego,
- pozostałości fortyfikacji nowożytnej twierdzy, zachowane w postaci fos i obwałowań zaadaptowanych przy tworzeniu promenady staromiejskiej (która sama w sobie jest cennym składnikiem założenia urbanistycznego), czytelne też w przebiegu ulic i podziałów parcelacyjnych;
- pozostałości staromiejskiej zabudowy mieszkalnej o metryce sięgającej 2. połowy XIII wieku – zespół zabudowy towarzyszącej tzw. Ringowi – reprezentacyjnej arterii komunikacyjnej w miejscu wyburzonych murów miejskich, skupiającej obiekty użyteczności publicznej oraz reprezentacyjną zabudowę mieszkaniową;
- śródmiejskie zespoły zabudowy mieszkalnej (XIX-XX w.) z willami, domami czynszowymi, domami spółdzielczymi wraz z towarzyszącą im tkanką urbanistyczną (siecią ulic, podziałami parcelacyjnymi, alejowymi szpalerami drzew, ogrodami, przedogródkami),
- zespoły zabudowy koszarowej (XVIII-XX w.) reprezentujące trzy okresy funkcjonowania garnizonu wojskowego w Brzegu;
- park miejski z początku XX wieku będący świetnie zachowanym przykładem stylistyki „kaligraficznej” typowej dla schyłku epoki nowożytnej;
- zespół budowli – dawnych młynów, jazów, śluz, przekopów młyńskich, kanałów żeglownych, nabrzeży itp. – współtworzących zabudowę i infrastrukturę brzeskiego stopnia wodnego;
- zespoły zabudowy mieszkaniowej z lat 60.–70. XX wieku, harmonizujące swoją skalą i rozplanowaniem z historycznym otoczeniem; Do listy obejmującej wspomniane wyżej wyróżniki krajobrazowe, dopisać należy obiekty mniej spektakularne, choć cenne z uwagi na wartość historyczną bądź artystyczną: – budowle (z ich wystrojem architektonicznym),
- relikty budowli,
- tzw. małą architekturę,
- murale tworzone od lat 60. na ścianach szczytowych domów, będące dotychczas niedostrzeganym elementem krajobrazu miasta,
- miejsca dokumentujące dawną topografię miasta, – tradycje związane z dziejami Brzegu i kulturą jego mieszkańców.

Elementy te współtworzą krajobraz kulturowy harmonijnie powiązany ze strukturami krajobrazu przyrodniczego, zwłaszcza z korytarzem ekologicznym stworzonym przez koryto, nabrzeża i tereny zalewowe rzeki Odry.